# Marossárpatak község
Marossárpatak község (románul: Comuna Glodeni) község Maros megyében, Romániában. Központja Marossárpatak, beosztott falvai Mezőmajos, Pusztaalmás, Póka, Pókakeresztúr.

## Népessége
A 2011-es népszámlálás adatai alapján a község népessége 3817 fő volt.
| · Marossárpatak község nemzetiségi összetétele 2021-ben Magyar (73,14%) Román (15,25%) Cigány (6,28%) Egyéb (5,33%) | · Marossárpatak község felekezeti összetétele 2021-ben Református (59,52%) Ortodox (12,29%) Nem vallásos (6,2%) Jehova tanúi (5,33%) Római katolikus (4,59%) Görög katolikus (2,37%) Adventista (1,6%) Ismeretlen (6,28%) Egyéb (1,82%) |